# Asesinato de Nagore Laffage
El asesinato de Nagore Laffage fue el homicidio de una joven de Irún a manos de José Diego Yllanes Vizcay, ocurrido en Pamplona el 7 de julio de 2008 durante los Sanfermines y que provocó una gran repercusión mediática así como una intensa reacción social.

## Hechos
Nagore Laffage nació en Irún en 1988. Estudió enfermería en Pamplona, donde conoció a José Diego Yllanes Vizcay, médico de 27 años que estaba cursando el MIR en psiquiatría en la Clínica Universitaria de Pamplona, donde ella se encontraba realizando prácticas. Ambos coincidieron la noche del lunes 7 de julio de 2008 celebrando las fiestas de San Fermín. Tras un rato charlando, Nagore se despidió de sus amigas y acompañó a José Diego a su domicilio. Él intentó violarla y ante la resistencia de Nagore la golpeó violentamente. La autopsia reveló que Diego Yllanes le había propinado una brutal paliza ya que su cadáver presentaba 36 golpes, incluida una mandíbula rota y el cráneo fracturado; murió, finalmente, estrangulada.
El asesino confeso de Nagore telefoneó a la una de la tarde del 8 de julio a un amigo y le desveló, pidiéndole ayuda para deshacerse del cadáver, lo que había sucedido. Fue precisamente esta persona la que puso estos hechos en conocimiento de la Policía y posibilitó su detención. José Diego Yllanes Vizcay, mientras tanto, intentó descuartizar el cadáver. Recogió sus pertenencias, limpió el piso y abandonó el cuerpo de Nagore en Olóndriz a 45 minutos del lugar del crimen.

## Juicio
El jurado popular que juzgó a José Diego Yllanes Vizcay consideró probada su culpabilidad pero no admitió la categoría de asesinato, sino homicidio (6 miembros del jurado lo consideraron asesinato y 3 homicidio, hacían falta 7). Fue condenado a doce años y medio de cárcel. El 3 de julio de 2017, poco antes de cumplirse el noveno aniversario de la muerte de Nagore, Yllanes consiguió que se le concediera el tercer grado penitenciario, trabaja de psiquiatra en un centro privado y solo vuelve a la cárcel para dormir y desde 2020 puede ejercer en la sanidad pública.
En 2024 la Sala de lo Contencioso-administrativo de la Audiencia Nacional desestimó el recurso que presentó José Diego Yllanes Vizcay, en el que invocaba su derecho al olvido y solicitaba que Google retirara las noticias relacionadas con los hechos por los que resultó condenado. La Sala considera que prevalece la libertad de información y expresión frente al derecho al olvido.

## Repercusión social
El asesinato de Nagore Laffage y el papel público de su madre Asun Casasola supuso el inicio de una concienciación social de tolerancia cero, no sólo con los crímenes, sino también contra cualquier acción violenta sexista.
Nagore Laffage, por la respuesta popular contra su asesinato, contra la sentencia a su asesino y sobre todo por la actitud pública y la respuesta al asesinato de su madre se ha convertido en un símbolo de esta lucha social y de denuncia contra la falta de formación en género también de la justicia española.
En 2011 Helena Taberna dirigió una película documental sobre el asesinato de Nagore Laffage cuyo título es Nagore. El documental cuenta con la participación de Asun Casasola, auténtica «madre coraje» que constituye el hilo conductor del relato. Esta producción fue candidata a 5 premios Goya, pese a no ser nominada a ninguno finalmente.